# Sand Springs
La ville américaine de Sand Springs est située dans les comtés d’Osage et Tulsa, dans l’État de l’Oklahoma. Lors du recensement de 2010, elle comptait 18 906 habitants.

## Source
- (en) Cet article est partiellement ou en totalité issu de l’article de Wikipédia en anglais intitulé « Sand Springs, Oklahoma » (voir la liste des auteurs).